# Batalla de Waterberg
La batalla de Waterberg (alemán: Schlacht am Waterberg) fue un enfrentamiento militar ocurrido el 11 de agosto del año 1904 entre las tropas del Imperio alemán, dirigido por el teniente general Lothar von Trotha, y los herero, acaudillados por el jefe Samuel Maharero, en el contexto de la campaña alemana contra los herero. La confrontación, que tuvo lugar en Waterberg, entonces África del Sudoeste Alemana (actual Namibia), se saldó con una victoria alemana.

## Antecedentes
Los orígenes del que luego sería conocido como el genocidio herero y namaqua (el primero del siglo XX) lo encontramos en la resistencia a la colonización de los pueblos que habitaban el África del Sudoeste Alemana, territorio asignado a Alemania por el Tratado de Heligoland-Zanzíbar, integrado en el contexto del Reparto de África. Esta resistencia se traducía en el ataque a granjas aisladas por parte de los nativos y, en enero de 1904, la destrucción de las comunicaciones telegráficas y del ferrocarril de Okahandja a Windhoek, lo que constituyó un casus belli por el que los alemanes se dispusieron a eliminar la amenaza herero.

## La batalla

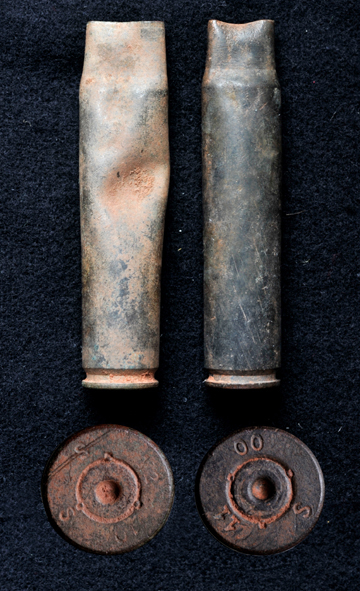
Dos casquillos de bala encontrados en el campo de batalla de Waterberg en octubre de 2012.

### Contendientes
El ejército colonial alemán desplegado en Namibia estaba dirigido por el teniente general Lothar von Trotha (que había sustituido en la administración al mayor Theodor Leutwein) y se componía de 12 compañías de caballería, poco más de 1500 soldados. Estaban armados con 1625 fusiles modernos, 30 piezas de artillería y 14 ametralladoras.
Los guerreros herero se encontraban bajo el mando del líder tribal Samuel Maharero, y su número rondaba entre los 3500 y los 6000 hombres, aunque el número total de herero en la zona se estima entre 25 000 y 50 000, contando sus familias, que permanecían allí en espera de las negociaciones. La mayoría de los guerreros estaban armados con rifles, pero algunos disponían de las armas tradicionales en el combate cuerpo a cuerpo, los llamados kirri.

### La victoria alemana
La ventaja herero consistía en su superioridad numérica de 3 a 1, su mayor conocimiento del terreno y el control inicial casi absoluto de los pozos y manantiales de la zona, algo que los germanos no eran capaces de superar completamente con sus modernos equipos militares.
Von Trotha dispuso que sus tropas rodeasen a los herero por tres flancos, de modo que la única vía de escape para los nativos fuera la baldía llanura de Omaheke, brazo occidental del desierto de Kalahari. El combate fue feroz, y se contaron muchas bajas en ambos bandos. Finalmente, los herero escaparon del cerco impuesto por las exhaustas tropas alemanas y se dirigieron al desierto de Omaheke. Von Trotha ordenó entonces perseguir al ejército enemigo en retirada, aunque acabó desistiendo a causa de la dureza del clima y las enfermedades.

## Consecuencias
Aunque la mayoría de los herero escaparon de la batalla, su retirada casi llevó a la extinción de su población. Muchos de los refugiados herero murieron de sed y agotamiento durante su travesía por el desierto. Las patrullas alemanas encontrarían más tarde esqueletos alrededor de agujeros de 25-50 metros de profundidad cavados en un vano intento de encontrar agua.
Samuel Maharero y alrededor de 1000 de sus hombres lograron cruzar el desierto de Kalahari y llegar a Bechuanalandia (actual Botsuana). Los británicos ofrecieron asilo político a los herero con la condición de que no continuasen la revuelta desde suelo británico.
El 2 de octubre, Von Trotha, en represalia por la muerte de 100 colonos a manos de los indígenas, emitió su infame orden de exterminio (alemán: Vernichtungsbefehl), declarando que fuera fusilado "todo herero que se encuentre dentro de territorio alemán, armado o desarmado, con o sin ganado".
El escenario de la batalla hoy está en el Parque de la Meseta de Waterberg, donde existe un cementerio militar en el que fueron enterrados los soldados alemanes muertos en la batalla.